# Love Among the Ruins
Love Among the Ruins (bra: Amor entre as Ruínas; prt: Amor entre Ruínas) é um filme britânico de 1975, do gênero comédia, dirigido por George Cukor.

## Sinopse
O filme conta a história de Jessica uma grande velha dama do teatro inglês. Quando ela é acusada por um jovem rapaz de seduzi-lo e depois abandoná-lo, ela contrata os serviços do advogado Sir Arthur que é um ex-pretendente dela, mas continua apaixonado por ela.

## Elenco
- Katharine Hepburn ...  Jessica Medlicott
- Laurence Olivier  ...  Sir Arthur Glanville-Jones
- Colin Blakely     ...  J.F. Devine
- Richard Pearson   ...  Druce